# Viktoria Allenstein
Sportverein Viktoria Allenstein 1916 byl německý sportovní klub, který sídlil ve východopruském městě Allenstein (dnešní Olsztyn ve Varmijsko-mazurském vojvodství).
Založen byl v roce 1916. V roce 1933 se stal zakládajícím členem Gauligy Ostpreußen. Zaniká v roce 1945 po sovětsko-polské anexi Pruska.
Své domácí zápasy odehrával na stadionu Städtischer Sportplatz Jakobstal.

## Historické názvy
Zdroj: 
- 1916 – SV Viktoria Allenstein (Sportvereinigung Viktoria Allenstein)
- 1939 – KSG Viktoria/1910 Allenstein (Kriegsspielgemeinschaft Viktoria/1910 Allenstein)
- 1940 – SV Viktoria Allenstein (Sportvereinigung Viktoria Allenstein)
- 1945 – zánik

## Umístění v jednotlivých sezonách
Stručný přehled
Zdroj: 
- 1933–1935: Gauliga Ostpreußen – sk. B
- 1935–1938: Gauliga Ostpreußen – sk. Allenstein
- 1939–1940: Gauliga Ostpreußen

Jednotlivé ročníky
Zdroj: 
Legenda: Z - zápasy, V - výhry, R - remízy, P - porážky, VG - vstřelené góly, OG - obdržené góly, +/- - rozdíl skóre, B - body, červené podbarvení - sestup, zelené podbarvení - postup, fialové podbarvení - reorganizace, změna skupiny či soutěže
| Velkoněmecká říše (1933 – 1940) |                                     |        |    |   |   |   |    |    |     |    |        |
| Sezóny                          | Liga                                | Úroveň | Z  | V | R | P | VG | OG | +/- | B  | Pozice |
| 1933/34                         | Gauliga Ostpreußen – sk. B          | 1      | 12 | 5 | 2 | 5 | 32 | 38 | -6  | 12 | 4.     |
| 1934/35                         | Gauliga Ostpreußen – sk. B          | 1      | 12 | 2 | 2 | 8 | 29 | 58 | -29 | 6  | 7.     |
| 1935/36                         | Gauliga Ostpreußen – sk. Allenstein | 1      | 12 | 7 | 1 | 4 | 27 | 20 | +7  | 15 | 3.     |
| 1935/36                         | Gauliga Ostpreußen – sk. Allenstein | 1      | 12 | 4 | 2 | 6 | 25 | 40 | -15 | 10 | 5.     |
| 1937/38                         | Gauliga Ostpreußen – sk. Allenstein | 1      | 12 | 5 | 2 | 5 | 23 | 42 | -19 | 12 | 4.     |
| ...                             |                                     |        |    |   |   |   |    |    |     |    |        |
| 1939/40                         | Gauliga Ostpreußen                  | 1      | 6  | 2 | 2 | 2 | 12 | 16 | -4  | 6  | 3.     |

Poznámky:
- 1939/40: Klub v soutěži účinkoval pod společným názvem KSG Viktoria/1910 Allenstein.